# Сбербанк
Сбербанк је највећа банка у Русији и водећа глобална финансијска институција која поседује готово трећину целокупне активе руског банкарског сектора и кључни је давалац кредита националној економији. Оснивач и највећи акционар банке је Централна банка Русије у чијем власништву је 50% капитала банке плус једна акција са правом гласа. Сбербанк има више од 110 милиона индивидуалних клијената (физичка лица) и преко милион корпоративних клијената у 22 земље.
Банка има највећу дистрибутивну мрежу у Русији са више од 18.000 експозитура.
Председник Извршног одбора Сбербанк Русије је Герман Греф од 16.октобра 2007. године.

## Сбербанк Европа
Сбербанк Европа са седиштем у Аустрији, Бечу је банкарска групација која је у пуном власништву Сбербанке Русије.
Сбербанк Европа је присутна на 10 тржишта у Европи: Аустрија, Босна и Херцеговина, Хрватска, Србија, Мађарска, Чешка, Словенија, Словачка, Украјина и Немачка.
Укупно банка има 277 филијала и 4655 запослених.

## Сбербанк Србија
У комбинацији са стручношћу и усмереношћу наших запослених на клијенте, Сбербанк Србија је јединствен банкарски партнер у грађењу мостова ка предузећима на истоку у Србији, Русији и Заједници независних држава са свеобухватним портфолијом банкарских услуга, као што су кредити, гаранције, разни облици депозита, платне транскације у земљи и иностранству (укључујући и оне у руским рубљама), мењачки послови, електронско банкарство и друге. Пружање финансијских услуга и подршка предузећима, малим и средњим компанијама, предузетницима и грађанима је осигурана. Банкарски саветници имају индивидуалан приступ сваком клијенту и пружају им услугу која је специјално креирана да одговори на њихове потребе и стандарде, квалитетом који нуди Сбербанк.

## Кључни тренуци у историји
- 2012 - Сбербанк група преузима мрежу Фолксбанке у централној и источној Европи, која се сада зове Сбербанк Европа и Дениз банку из Турске
- 2013 - Сбербанк сели своју централу у Бечу на нову адресу - у Schwarzenbergplatz
- 2014 - У фебруару Сбербанк Европа успешно је завршила процес ребрендирања својих филијала у земљама централне и источне Европе
- 2014 - у јулу лансирана је Сбербанк Директ у Немачкој